# Mevlüt Türksoy
Mevlüt Türksoy (* 1976 in Afyon) ist ein türkischer Wirtschaftsingenieur, Unternehmer und internationaler Unternehmensberater mit deutschem Hintergrund.

## Leben
Türksoy studierte Wirtschaftsingenieurwesen an der Technischen Universität Berlin mit Auslandsstudien an der University of California, Santa Barbara in Kalifornien und mit einem Stipendium der Migros Stiftung für Hochbegabte am Institut Eurocentre in Paris. Er promovierte an der Universität Duisburg-Essen zum Thema Internationale Merger & Akquisitionen mit dem Schwerpunkt von Firmenzusammenschlüssen zwischen Unternehmen aus gesättigten Märkten (mature markets) und sich entwickelnden Märkten (emerging markets). Die Promotion wurde aufgrund der persönlichen Entwicklung und der Emeritierung des Doktorvaters dem Rigorosum nicht gestellt.
Nach dem Studium wurde er in die internationale Nachwuchsgruppe innerhalb des Daimler Konzerns (damals Daimler-Benz Industries AEG) mit Stationen in Belgien, Deutschland, Paris und der Türkei aufgenommen. Nach der Veräußerung der Energiesparte der AEG des Daimler Konzerns an GEC Alsthom wechselte er zur weltweit führenden Top-Managementberatung McKinsey & Company, wo er am Aufbau des Istanbuler Büros beteiligt war.
Er gründete 2000 anfangs in Kooperation mit der deutschen Kötter Unternehmensgruppe die Kötter Bina ve Tesis Yönetimi A.Ş. mit Sitz in Istanbul. Mit der Ata Holding LLC, Aserbaidschan expandierte er 2004 nach Baku zur Gründung einer gemeinsamen Dienstleistungsgruppe.
Als Repräsentant für die Turkstaaten gründete er 2006 die ETIRC Aviation S.a.r.l., die gemeinsam mit dem Unternehmer Roel Pieper aus den Niederlanden und Kamil Ekim Alptekin aus der Türkei Geschäftsreisen mit Very Light Jets in Osteuropa anbietet. Hier wurde der erste für den breiteren Markt konzipierte doppelmotorige Jet Eclipse 500, an dem auch der Microsoft Gründer Bill Gates beteiligt war, auf den Markt gebracht.
Mit der Stoof International GmbH gründete er 2005 ein Werk in Istanbul zur Fertigung gepanzerter Fahrzeuge und das Unternehmen Protectas als Anbieter für Geld- und Werttransporte.
Als Teilhaber, Berater oder in leitender Funktion hat er weiterhin am Bau und der Leitung von Einkaufszentren, Resort Hotels und Industrieobjekten maßgeblich mitgewirkt. So hat er z. B. die Verpackung und Logistik für Haribo in der Türkei alleinverantwortlich aufgebaut und geleitet, das Einkaufszentrum Beylicium in Istanbul gebaut und geleitet sowie das Pegasos Hotel in Incekum fertiggestellt und geleitet.
Für die türkischen Parlamentswahlen 2007 wurde er auf Einladung des späteren Ministers für Europäische Fragen Egemen Bağış als Kandidat aufgestellt. Während der Konkurswelle der Weltwirtschaftskrise wurde sein Unternehmen 2012 liquidiert. In diesem Zusammenhang wurde er auch inhaftiert und danach freigelassen. Im Rahmen der Akquisition der Istanbul Bilgi Universität fungierte er erst als Berater um danach als Chief Operating Officer und Mitglied im executive committee.